# Hugo Scholz (Schriftsteller)
Hugo Scholz (* 27. Juli 1896 in Ottendorf, Böhmen; † 15. Oktober 1987 in Seeg, Allgäu), Pseudonyme: Hans Balderbauer, Urli Hofer, H. Roggenberger, war ein deutscher Schriftsteller und Landwirt österreichisch-tschechoslowakischer Herkunft.

## Leben
Der Landwirtssohn Hugo Scholz besuchte das Benediktiner-Gymnasium in Braunau sowie die landwirtschaftliche Fachschule, anschließend nahm er in der österreichischen Armee am Ersten Weltkrieg teil, wobei er schwer verwundet wurde. Nach seiner Rückkehr führte er ab 1920 den elterlichen Hof in Ottendorf und widmete sich daneben einer journalistischen sowie schriftstellerischen Tätigkeit. Scholz wirkte bis 1938 als Herausgeber sowie Chefredakteur der sudetendeutschen Zeitung „Scholle“ sowie der Monatsschrift „Das neue Dorf“. Zudem gab er den Dorfkalender „Botschaft des Ackers“ heraus.
Nach dem Zweiten Weltkrieg aus der Tschechoslowakei vertrieben, lebte er zeitweise in München und betrieb neben seiner literarischen Tätigkeit bis 1968 eine kleine Landwirtschaft auf Goimenen ob Seeg. Seine Erinnerungen erschienen 1975 unter dem Titel „Wie's einst war bei uns daheim. Ein Hof in Böhmen“, erschienen 1975 in dritter Auflage im Helmut Preussler Verlag in Nürnberg. Er erhielt 1927 den Ehrenpreis des Bundes der Deutschen, 1930 den Dramenpreis der Gesellschaft für Kunst und Wissenschaft sowie 1968 den Landschaftspreis Polzen-Neiße. Scholz trat als Autor von Romanen hervor, in denen Bauern sowie Handwerker die Hauptrollen verkörpern.

## Werke (Auswahl)
- Die Dörfer: Menschen und Bräuche aus dem Schlesischen Bergland, Bergstadtverlag, Breslau, 1926
- Der versunkene Pflug. Roman, Heimatverlag Leopold Stocker, Graz, 1927
- Heiliger Brand: Ein sudetendeutsches Schauspiel, Verlag "Ackerbotschaft", Braunau, Sudetenland, 1938
- Dolf, der Grenzlandjunge, Rudolf Schneider Verlag, Reichenau, 1943
- Das Dorf der tausend Pferde : Roman, Heimatverlag Leopold Stocker, Graz, Stuttgart, 1960
- Der Sohn des Handwebers, Auer Verlag, Donauwörth, 1968
- Erbe und Geheimnis des Naturarztes Johann Schroth, 2., geänderte Auflage, Allgäuer Zeitungsverlag, Kempten, 1981